# Молотков, Олег Владимирович
Олег Владимирович Молотков (1939—2018) — советский и российский врач-патофизиолог, доктор медицинских наук, профессор Смоленского государственного медицинского университета.

## Биография
Олег Владимирович Молотков родился 4 мая 1939 года в городе Смоленске. Отец — доктор медицинских наук, профессор, заслуженный деятель науки РСФСР Владимир Герасимович Молотков. В 1956 году окончил среднюю школу, после чего поступил в Смоленский государственный медицинский институт. В 1962 году с отличием окончил его и поступил в аспирантуру Института медицинской радиологии Академии медицинских наук СССР. С 1970 года преподавал в Смоленском государственном медицинском институте, был доцентом кафедры биохимии, а с 1974 года и вплоть до самой смерти — заведующим кафедрой патофизиологии.
В общей сложности опубликовал более 280 научных работ, в том числе 4 монографии, ряд учебных пособий. Был обладателем патентом на 5 изобретений. В 1966 году Молотков защитил диссертацию на соискание учёной степени кандидата медицинских наук, в 1978 году защитил докторскую диссертацию, в 1979 году стал профессором. За десятилетия руководства им своей кафедрой были внедрены передовые методы радиоизотопного исследования, использовались компьютерных технологии и автоматические счётчики. В числе первых в Советском Союзе коллектив кафедры взялся за изучение последствий радиоактивного заражения после аварии на Чернобыльской АЭС. Под руководством Молоткова были защищены 18 кандидатских и 2 докторские диссертации.
Активно занимался также общественной деятельностью. Избирался членом президиума Ассоциации учёных Смоленской области, действительный членом Лазерной академии наук России. С апреля 1994 года возглавлял Смоленское региональное отделение Российского земского движения, а с 2001 года — комитет Народного собора Смоленской области.
Умер 14 ноября 2018 года, похоронен на Братском кладбище Смоленска.

## Награды
- Знак «Отличник здравоохранения»;
- Медали.